# ويليام هنري بوغارت
ويليام هنري بوغارت هو مؤرخ وسياسي أمريكي، ولد في 1810، وتوفي في 1888. انتخب عضو جمعية ولاية نيويورك ‏.